# Martín Belfortti
Martín Belforti Rodríguez est un footballeur professionnel argentin.

## Biographie

### Enfance
Il est né le 4 juillet 1981 à Buenos Aires. Le frère jumeau de Belfortti, José, était également footballeur.

#### Carrière
Martín Belfortti a déménagé en Espagne en 2006, où il a passé la grande majorité de sa carrière restante, exclusivement dans les divisions inférieures.